# Hersiliola simoni
Hersiliola simoni är en spindelart som först beskrevs av O. Pickard-Cambridge 1872.  Hersiliola simoni ingår i släktet Hersiliola och familjen Hersiliidae. Inga underarter finns listade i Catalogue of Life.